# Zona austral de Chile

La Zona Austral se encuentra en verde oscuro.

La zona austral de Chile es una de las cinco regiones naturales en que tradicionalmente se divide el territorio de Chile. Coincide con la Patagonia chilena en su sentido restringido y, por lo tanto, abarca la provincia de Palena región de Tobalaba toda la Región de Aysén y toda la Región de Magallanes y Antártica Chilena.
Posee aproximadamente 242 320 habitantes, es decir la menos habitada, y una superficie de 219 914 km² (sin considerar el Territorio Chileno Antártico).
Abarca una zona caracterizada por las bajas temperaturas y la abundancia de precipitaciones en forma de lluvia en el occidente y la escasez de precipitaciones en el este, usualmente en forma de nieve.
La pesca, el turismo y la ganadería son las principales actividades de la zona. La Carretera Austral conecta de forma terrestre el sector norte con Chile central, mientras que la región de Magallanes solamente tiene acceso terrestre a través del territorio argentino. A causa de las distancias y las condiciones de las vías terrestres y marítimas, es frecuente que se recurra al desplazamiento aéreo para comunicarse con otras zonas.

## Historia
La región de la Patagonia chilena está habitada desde hace aproximadamente 10 500 a. C. los descubrimientos arqueológicos encontrados en el sector de las cuevas Fell y Pali Aike, cercanas al estrecho de Magallanes. Entre los pueblos indígenas que convivían en esta zona se encuentran: los pueblos Yagán, Selk'nam y Kawésqar, cuya población hoy en día es muy limitada. 

Los aonikenk (o tehuelche), pueblo cazador nómada terrestre que vivió entre el río Santa Cruz y el estrecho de Magallanes. Los europeos los bautizaron como “patagones”. Son reconocidos como uno de los pueblos más altos del mundo, algunos llegaban a medir dos metros. Desaparecieron por un proceso de aculturación propiciado primero por los mapuche (araucanización), y posteriormente por los argentinos en la Patagonia oriental y por las enfermedades contagiosas que les transmitieron los colonizadores.

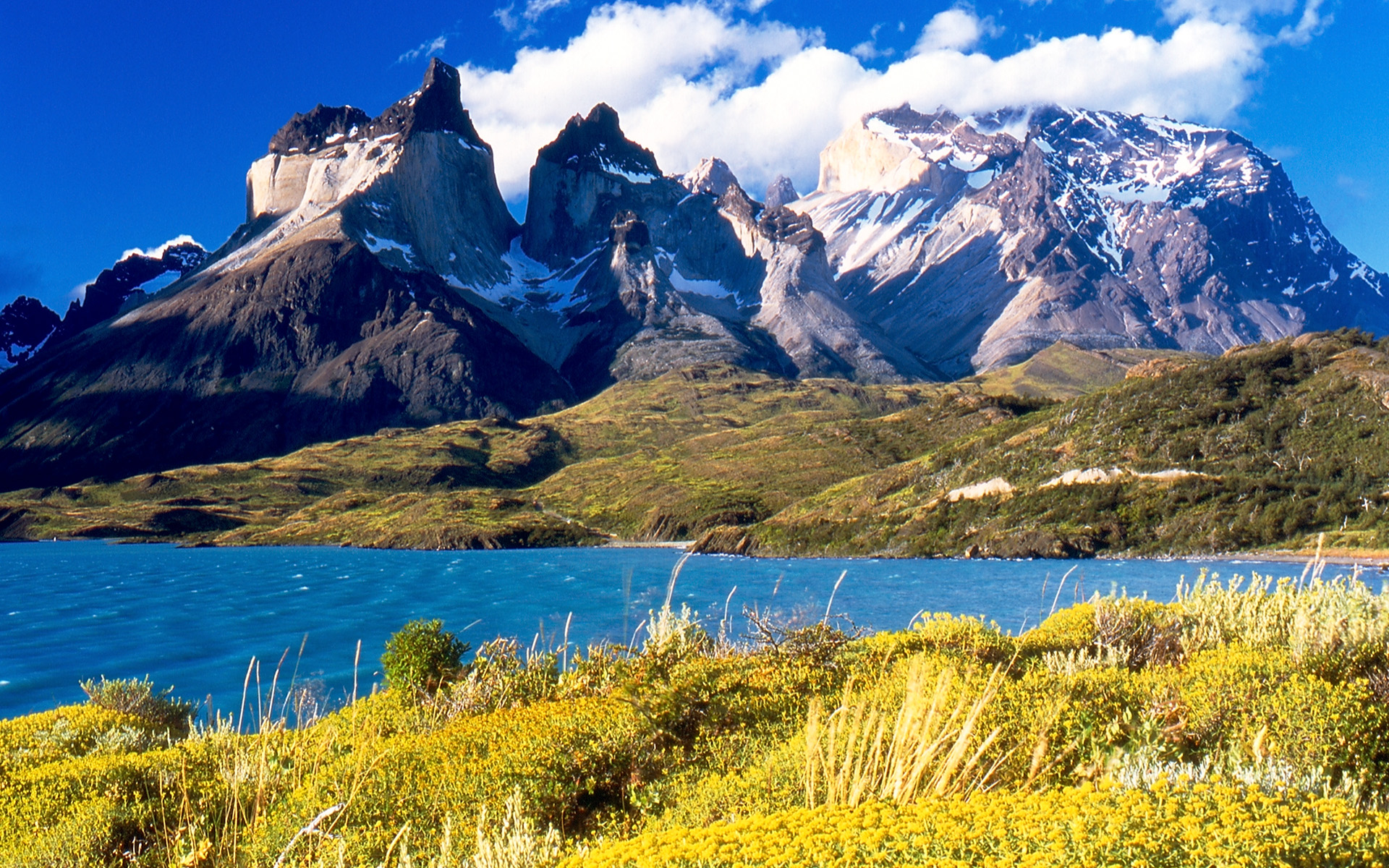
Parque nacional Torres del Paine.

Los selknam (u onas), nómadas terrestres cazadores establecidos en la isla Grande de Tierra del Fuego. Emparentados con los aonikenk por su aspecto físico y el lenguaje. Su extinción comenzó en 1881 con la llegada del hombre blanco tras el oro descubierto en la isla y posteriormente por la acción de los estancieros que se establecieron para criar ovejas.

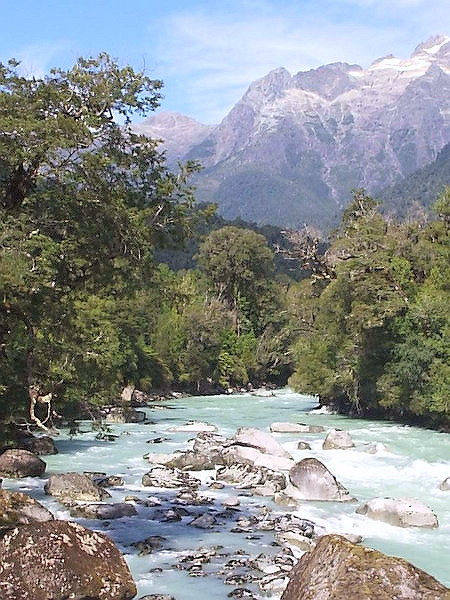
Río Blanco, zona de Palena.

Los yaganes, fueron nómades canoeros que habitaban, la isla Navarino, la región del canal Beagle y adyacentes, llegando incluso al cabo de Hornos; es el grupo étnico más austral del continente. Sus últimos representantes, dos mujeres, viven en Villa Ukika cercana a Puerto Williams.
Los kawésqar (o alacalufes), fueron nómades canoeros que se desarrollaron en los canales y fiordos desde el golfo de Penas al estrecho de Magallanes e islas al oeste de Tierra del Fuego. Sus últimos integrantes habitaron en Puerto Edén.

### Inmigración chileno-española

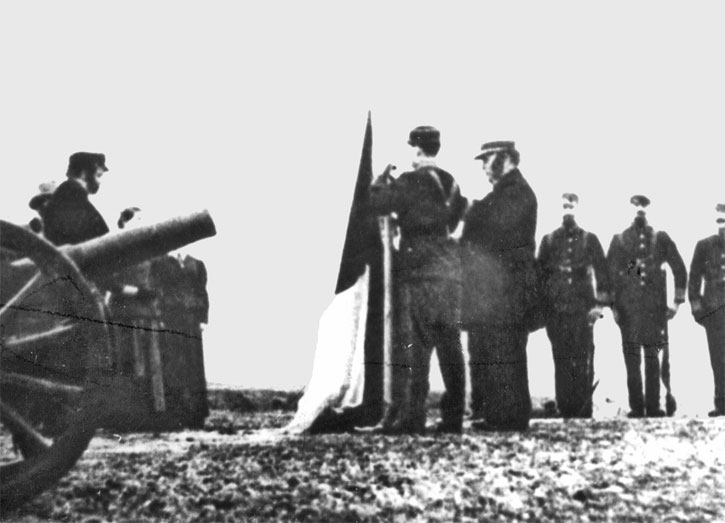
Toma de posesión del territorio de Magallanes, reproducción del hecho.

El primer asentamiento español en la región fue fundado por Pedro Sarmiento de Gamboa el 4 de febrero de 1583: la ciudad de Nombre de Jesús, en las cercanías de Punta Dungeness (boca oriental del estrecho de Magallanes). En 1584, se fundó Rey Don Felipe en la bahía de San Blas. Ambas ciudades contaban con cabildo e iglesia, pero tuvieron una corta duración, al no contar con abastecimiento, por la lejanía y las adversas condiciones climáticas casi todos sus habitantes perecieron.
La primera constitución política de Chile definió su límite sur en el cabo de Hornos; sin embargo, asuntos más urgentes hicieron olvidar estas tierras. Solo durante el gobierno de Manuel Bulnes se fundó el Fuerte Bulnes (1843), primer asentamiento del Chile republicano en la zona. Luego vendría Punta Arenas, cuya estratégica posición controlaba el flujo marítimo entre el océano Atlántico y Pacífico. La inmigración de la España del tiempo colonial fue escasa, y fue principalmente con el objetivo de construir enclaves estratégicos frente al asedio de otros países europeos.
Cuatro hechos fijaron la atención del gobierno en este territorio:
- Las exploraciones hidrográficas que, desde 1826 hasta 1832, realizó en los canales del sur el velero inglés HMS Beagle.
- La ocupación en 1833 de las islas Malvinas por Reino Unido.
- La inauguración en 1840 del servicio de barcos a vapor que llegaron al Pacífico a través del estrecho.
- La intención de Francia de encontrar un enclave en estas costas

Luego de la fundación de Punta Arenas muchos chilenos, especialmente del archipiélago de Chiloé, se aventuraron a colonizar estas tierras junto a inmigrantes europeos. Así nacieron nuevas ciudades y polos de desarrollo, principalmente en ganadería.
Desde fines del siglo XIX, el sector norte de la Patagonia comenzó a poblarse, con chilotes en el litoral, y con campesinos del centro-sur de Chile en el interior. Los primeros eran pescadores, cazadores y hacheros de ciprés de las Guaitecas y los segundos eran ganaderos que en muchos casos habían residido en Argentina y entraron a Chile en búsqueda de tierras disponibles para asentarse. Hubo casos en que esta búsqueda de tierras desató conflictos, como cuando se instalaron pobladores en el valle Simpson y la Sociedad Industrial de Aysén puso reparos a legitimidad del asentamiento o cuando los pobladores del lago Buenos Aires se defendieron con armas de los ataques de la policía chilena, en los sucesos conocidos como "Guerra de Chile Chico".
El 30 de diciembre de 1927, al crearse la Territorio de Aysén, se anexó a este la parte norte del Territorio de Magallanes (3a subdelegación, Las Minas —Comarca de Río Baker—). Al mismo tiempo se crean los departamentos de: Magallanes, con las comunas de Magallanes (Punta Arenas), San Gregorio, Río Verde, y Morro Chico (Laguna Blanca); Natales, con las comunas de Natales y Cerro Castillo (Torres del Paine) y Tierra del Fuego, con las comunas de Porvenir, Primavera, Bahía Inútil (Timaukel) y Navarino (Cabo de Hornos). El decreto del 22 de mayo de 1929 denomina Provincia al Territorio de Magallanes, Última Esperanza al Departamento de Natales y denomina Magallanes a la ciudad de Punta Arenas. En diciembre de 1937 se restituyó el nombre de Punta Arenas al Puerto de Magallanes y se incorporó algunos años después el Territorio Antártico Chileno.

### Inmigración europea

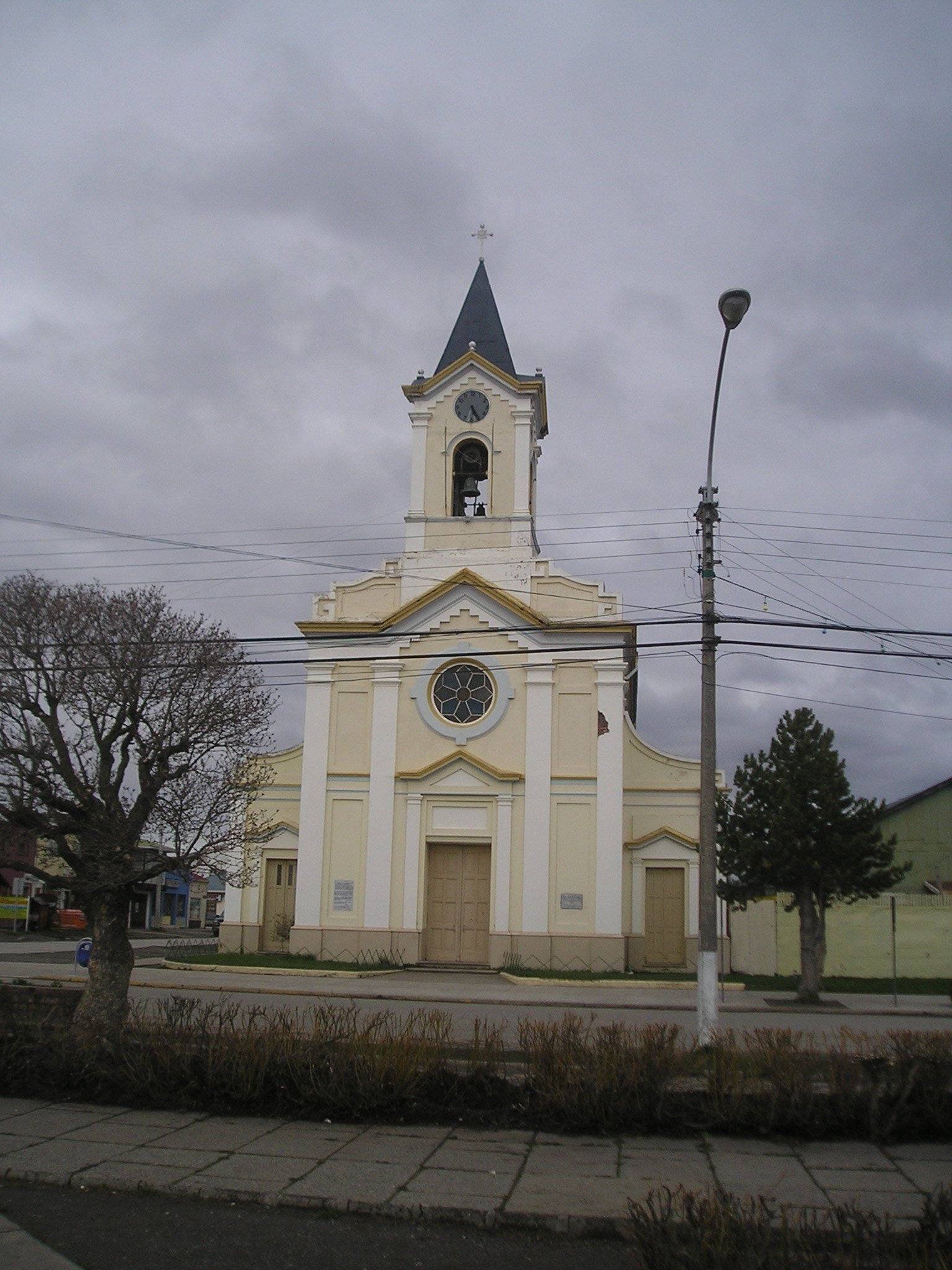
La huella croata en Puerto Natales.

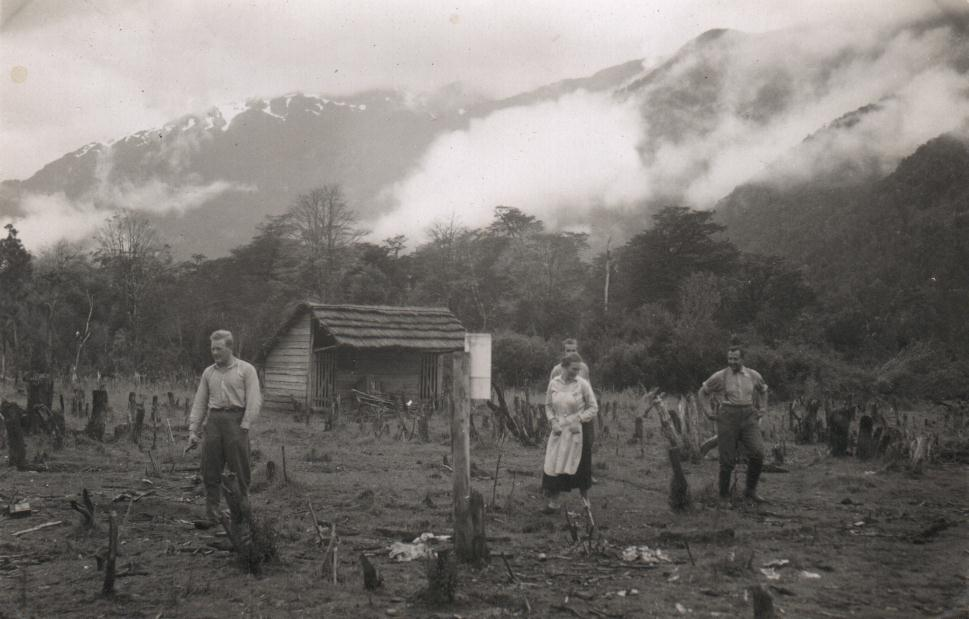
Inmigrantes alemanes en Aysén, años 1930.

Entre 1850 y 1950, se desarrolló la inmigración europea en la Patagonia chilena, destacándose por lejos, tanto por importancia como por número, la inmigración croata. Los croatas se instalaron principalmente en Puerto Natales, Punta Arenas y Porvenir (Tierra del Fuego), convirtiéndose en una las inmigraciones europeas más importantes en Chile. De acuerdo a Studia Croatica, es posible dividir la historia de la inmigración croata en Chile en cuatro periodos: El primero, de 1864 a 1890, caracterizado por un escaso volumen de inmigración; el segundo, de fines del siglo XIX hasta la Primera Guerra Mundial, corresponde al periodo de inmigración masiva; el tercero, en el periodo entre guerras (1920 a 1939), en el cual vuelve a descender el volumen de inmigrantes; y el cuarto (1946 a 1956), que corresponde al periodo en el cual la inmigración decae, y solo un pequeño grupo de croatas se establece en Chile. Entre los años 1864-1956 se estima que llegaron a Chile alrededor de 58 000 croatas.
Paralelamente, llegaron a radicarse a la Patagonia chilena otros grupos de inmigrantes, aunque en menor número, entre los cuales destacan, suizos en Magallanes, polacos en la Tierra del Fuego, españoles en Punta Arenas, un pequeño grupo de belgas en la zona de Chile Chico y alemanes-checoslovacos en Puyuhuapi, fundando en la década de 1930 la localidad perteneciente a la Región de Aysén.
La ocupación de estos territorios se realizó al abrigo de un proyecto de colonización estatal, iniciado en el año 1850, que se prolongó durante varias décadas hasta los inicios del siglo XX. El principal objetivo de esta empresa fue el de impulsar el progreso en el extenso territorio que conformaban las latitudes australes, todavía muy escasamente pobladas, y para cuya reactivación era clave la puesta en marcha de un proceso de población con inmigrantes procedentes de Europa.

## Cultura
Las tradiciones patagónicas están relacionadas con el clima frío, la cría de ovejas y los pueblos indígenas afines de los archipiélagos: chonos, kawésqar, selknam, tehuelches y yaganes, teniendo influencia de la cultura gauchesca. Son mencionadas las características originadas (en cursiva) o adaptadas, que conforman la chilenidad.

### Arte
- Cocina patagónica: Es un tipo de la gastronomía chilena.[12]

- Danzas patagónicas: El chamamé y la ranchera patagónica (mazurca ranchera) introducidas desde Argentina, cuecas introducidas desde el centro-sur y Chiloé y adaptadas al estilo local.

- Hablas patagónicas: Términos de uso local[13] y otras características del habla de la zona se deben a la interacción entre el español chileno, el rioplatense y el chilote, así como las lenguas de los inmigrantes extranjeros.

- Mitología patagónica: Forma parte de la mitología chilena.

### Festividad
- Expogama:[14]

- Fiesta Campesina del Ovejero: Es una fiesta costumbrista que celebra las labores del campo de la cultura patagónica.[15]

- Invernadas: Destacan el Carnaval de Invierno, el Chapuzón del Estrecho y el Festival Folclórico en la Patagonia.

- Jornadas Magallánicas:

## Urbanización
Las principales ciudades ordenadas por población, provincia y región son:
| NºXV | Ciudad         | Población | Provincia        | Región     |
| ---- | -------------- | --------- | ---------------- | ---------- |
| 1.°  | Punta Arenas   | 131 067   | Magallanes       | Magallanes |
| 2.°  | Coyhaique      | 63 830    | Coyhaique        | Aysén      |
| 3.°  | Puerto Aysén   | 35 476    | Aysén            | Aysén      |
| 4.°  | Puerto Natales | 25 493    | Última Esperanza | Magallanes |